# Uaupesia
Uaupesia là một chi bọ cánh cứng trong họ Chrysomelidae.
Chi này được miêu tả khoa học năm 1957 bởi Bechyne.

## Các loài
Các loài trong chi này gồm:
- Uaupesia amazona (Weise, 1921)
- Uaupesia brevicollis (Bechyne, 1958)
- Uaupesia buckleyi (Bowditch, 1925)
- Uaupesia maculicollis (Bowditch, 1925)
- Uaupesia nigriceps (Weise, 1921)
- Uaupesia romani Bechyne, 1958
- Uaupesia tijucana Bechyne, 1958
- Uaupesia weisei Wilcox, 1971